# Lose Control (chanson de Waldo's People)
Pour les articles homonymes, voir Lose Control.
Chansons représentant la Finlande au Concours Eurovision de la chanson
Missä miehet ratsastaa
(2008) Työlki ellää
(2010)
Lose Control est la chanson représentant la Finlande au Concours Eurovision de la chanson 2009. Elle est interprétée par le groupe Waldo's People.

## Sélection
Lose Control est sélectionnée par un télévote après une demi-finale, la deuxième le 16 janvier 2009, et la finale le 31 janvier 2009 au bout de deux tours de l'émission Euroviisut 2009 diffusée sur Yle TV2 avec 45.1% au second tour.

## Eurovision

### Première demi-finale
La Finlande fait partie de la première demi-finale le 12 mai 2009. Waldo's People participe aux répétitions techniques les 4 et 8 mai, suivies des répétitions générales les 11 et 12 mai.
La chanson est la septième de la soirée, suivant The Balkan Girls interprétée par Elena Gheorghe pour la Roumanie et précédant Todas as ruas do amor interprétée par Flor-de-Lis pour le Portugal.
La performance finlandaise met en vedette les membres de Waldo's People dans des tenues noires et argentées, accompagnés de deux choristes et de deux artistes manipulant du feu. Les écrans LED affichent des scènes urbaines bleues avec un train illuminé circulant d'un côté à l'autre et la scène comporte également deux boîtes métalliques d'où sort du feu. La performance comporte également des effets pyrotechniques. Les deux choristes avec Waldo's People sur scène sont Manna Borg et Päivi Virkkunen, les deux artistes du feu sont Niko Virtanen et Kasmir Jolma.
À la fin des votes, la Finlande est annoncée qualifiée pour la finale. Il est révélé plus tard que la chanson fut sélectionnée par les jurys alors qu'elle s'est classée 12e en demi-finale, recevant un total de 42 points.

#### Points attribués à la Finlande
| 12 points | 10 points     | 8 points                          | 7 points | 6 points              |
| --------- | ------------- | --------------------------------- | -------- | --------------------- |
| - Islande | - Suède       |                                   |          |                       |
| 5 points  | 4 points      | 3 points                          | 2 points | 1 point               |
| - Malte   | - Royaume-Uni | - Andorre - Monténégro - Portugal |          | - Belgique - Roumanie |

### Finale
La Finlande a été tirée au sort pour occuper la 24e position, après l'entrée du Royaume-Uni et avant l'entrée de l'Espagne.
La chanson est la 24e de la soirée, suivant It's My Time interprétée par Jade Ewen pour le Royaume-Uni et précédant La noche es para mí interprétée par Soraya pour l'Espagne.
Waldo's People participe de nouveau aux répétitions générales les 15 et 16 mai avant la finale, y compris la finale du jury où les jurys professionnels votent avant le spectacle. Le groupe refait la performance de la demi-finale.
À la fin des votes, la chanson obtient 22 points et finit à la 25e et dernière place.

#### Points attribués à la Finlande
| 12 points | 10 points         | 8 points           | 7 points | 6 points |
| --------- | ----------------- | ------------------ | -------- | -------- |
|           |                   | - Islande          |          |          |
| 5 points  | 4 points          | 3 points           | 2 points | 1 point  |
|           | - Estonie - Suède | - Bulgarie - Malte |          |          |

## Classement des ventes
| Classement (2009)             | Position |
| ----------------------------- | -------- |
| Suomen virallinen singlelista | 1        |